# Schweidnitzer Keller

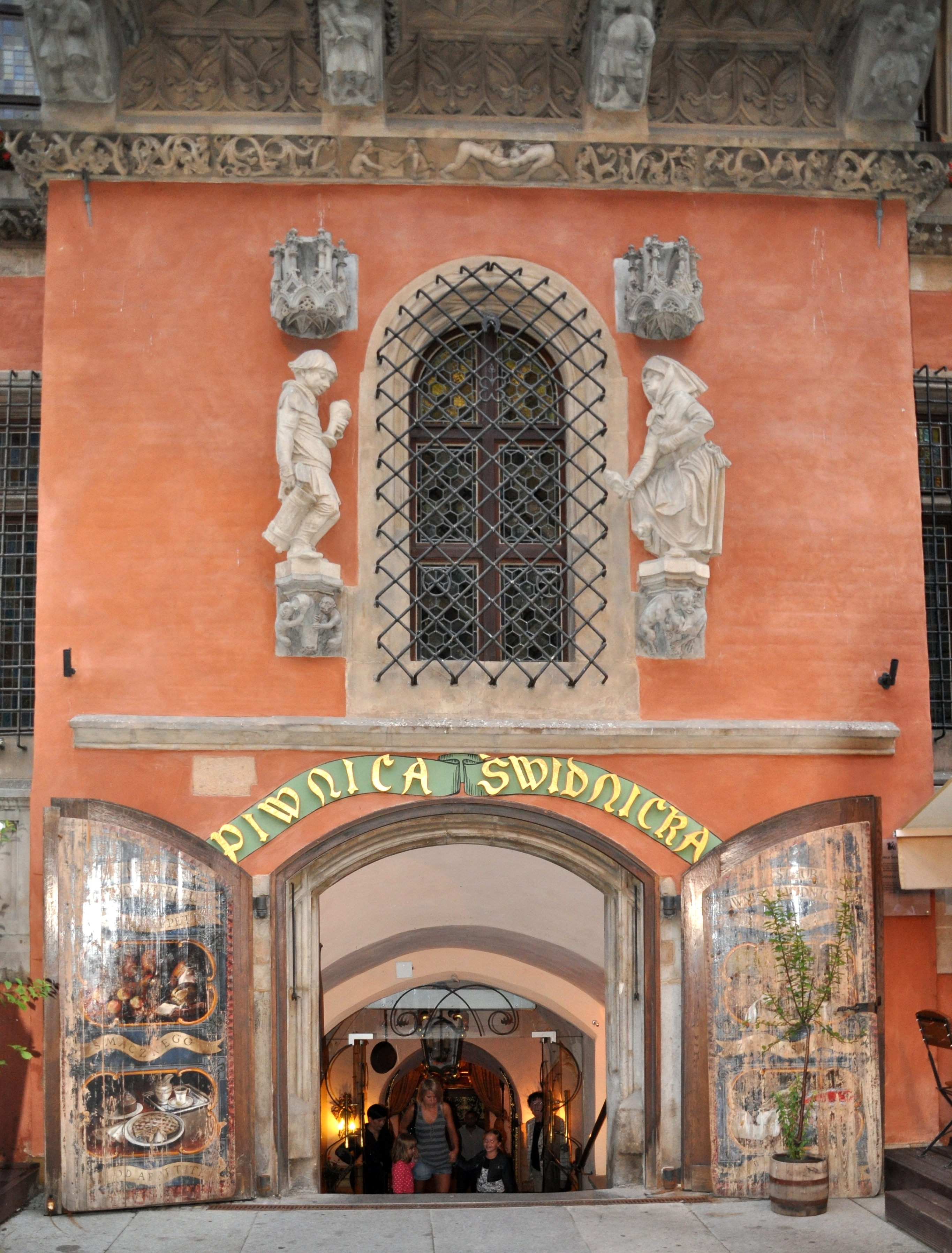
Der Eingang an der Südseite des Rathauses (2010)

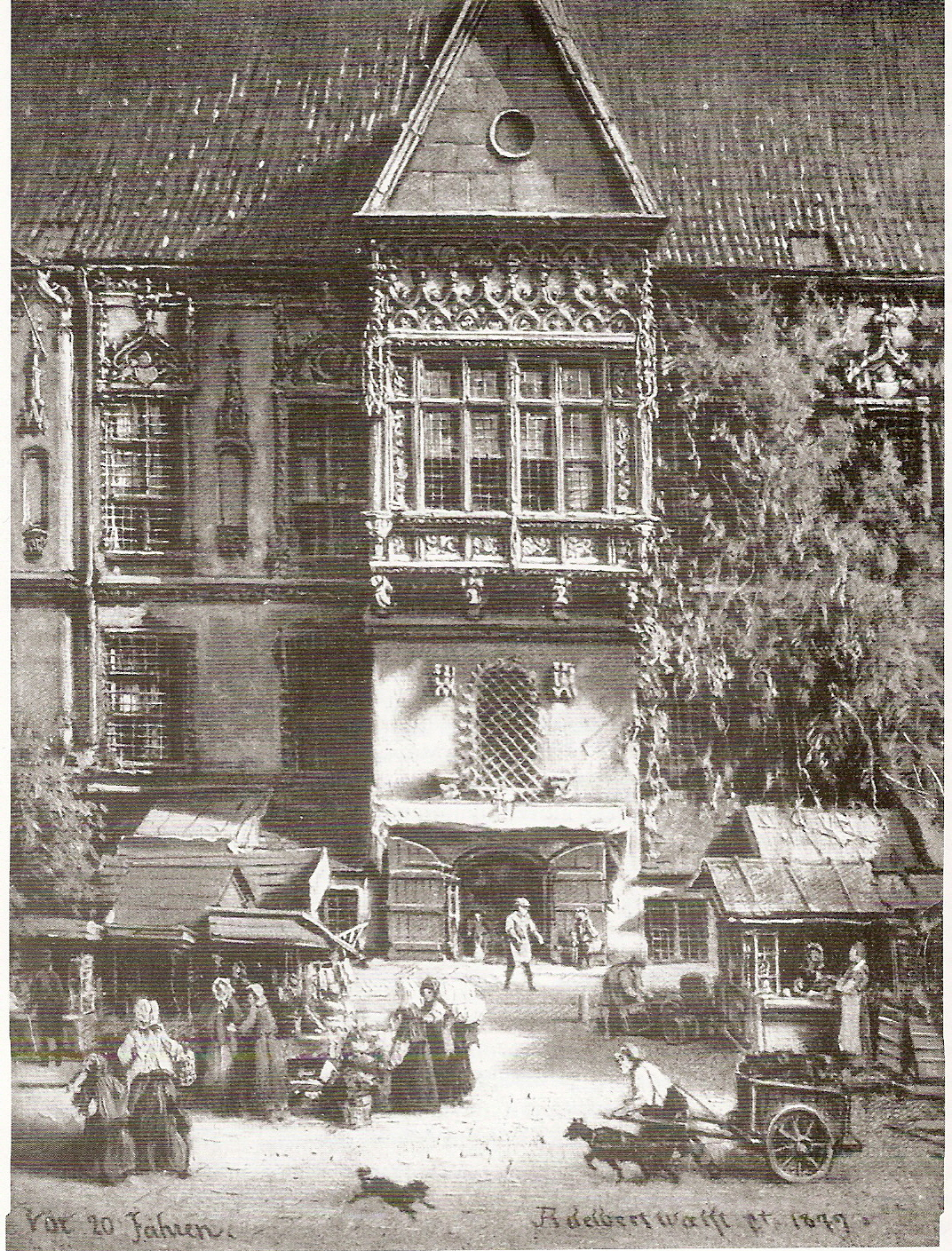
Der Eingang zum Schweidnitzer Keller 1859 (ohne die erst 1892 angebrachten Figuren neben dem vergitterten Fenster)

Der Schweidnitzer Keller (polnisch: Piwnica Świdnicka) ist ein historisches Restaurant im Keller des Breslauer Alten Rathauses. Seit kurz nach 1273 fast ununterbrochen bewirtschaftet, handelt es sich um die älteste Gaststätte im heutigen Polen. Der Keller wurde Ende 2017 geschlossen und im Juli 2022 wieder eröffnet.

## Räume des Lokals
Der Schweidnitzer Keller besteht neben der Eingangshalle und dem Schankraum (mit Tresen) aus heute acht Gasträumen. Die historischen deutschen Namen sind unter ihrer polnischen Übersetzung beibehalten worden.
- Eingangshalle (Hall) mit Südeingang
- Bauernkeller (Sala Chłopska)
- Bürgerkeller (Sala Mieszczańska)
- Ratsherrenstübel (Sala Rajców)
- Schöffenkeller (Sala Ławników)
- Hansekeller (Sala Hanzy)
- Räucherloch (Loch)
- Tonne (Beczka)
- Bucht, wegen ihrer Lage unter dem Fürstensaal im Erdgeschoss auch als Fürstenkeller (Sala Książęca) bezeichnet. Von der Bucht geht ein Seiteneingang (Osteingang) ab.
- Schankraum (Szynk)

## Geschichte
Am 28. September 1273 erhielt die Stadt Breslau von Herzog Heinrich IV. von Schlesien unter anderem das Recht zum alleinigen Ausschank von Wein und auswärtigem Bier. Um dieses Recht ausüben zu können, richtete die Stadt im Keller des um 1275 erbauten Breslauer Rathauses einen Ausschank ein. Von diesem Zeitpunkt an durfte in allen anderen Gaststätten der Stadt nur das qualitativ schlechtere Breslauer Bier ausgeschenkt werden. Seit Anfang des 14. Jahrhunderts war in Schweidnitz gebrautes Bier das beliebteste in Breslau, wodurch die Restauration den bis heute geführten Namen Schweidnitzer Keller erhielt.
Von 1884 bis 1891 wurde der Schweidnitzer Keller unter Leitung von Carl Johann Lüdecke abschnittsweise restauriert. Als Abschluss wurden 1892 auf den Konsolen rechts und links des Gitterfensters über dem Südeingang von Christian Behrens geschaffene Figuren aufgestellt. Sie heißen im Volksmund Der trunkene Zecher und Das keifende Weib. Die nächste Renovierung erfolgte nach neunmonatiger Schließung 1904. 1919 wurde das bis dahin nicht zugängliche Räucherloch unter dem Rathausturm durch einen Wanddurchbruch in den Schweidnitzer Keller integriert, der dadurch bis zu 700 Personen Platz bot. 1936 bis 1938 wurde der Keller erneut restauriert; hierbei wurden einige 1904 angebrachte Jugendstilelemente entfernt.
Von Frühjahr 1945 bis Frühjahr 1946 wurde der Keller als Lazarett genutzt. Danach blieben die Räume 10 Jahre lang ohne Nutzung, bis 1960 dort der Klub der Arbeitenden Jugend (Klub Młodzieży Pracującej) mit Barbetrieb, Kino (im Bauernkeller) und Billardraum (im Bürgerkeller) eröffnet wurde. Nach Schließung des Klubs wegen wirtschaftlicher Schwierigkeiten fanden Anfang der 1990er Jahre in den Räumen Ausstellungen lebender Tiere statt. Von 1996 bis 2002 restauriert, wird er seitdem wieder als Restaurant genutzt. 2017 erfolgte die Schließung, da der Pächter in Zahlungsrückstand geraten war. Eine erste Ausschreibung für einen neuen Betreiber endete mit erheblichen Kontroversen, nach erfolgreichem Abschluss von Renovierungsarbeiten wurde er im Juli 2022 wieder eröffnet.

## Breslauer Originale

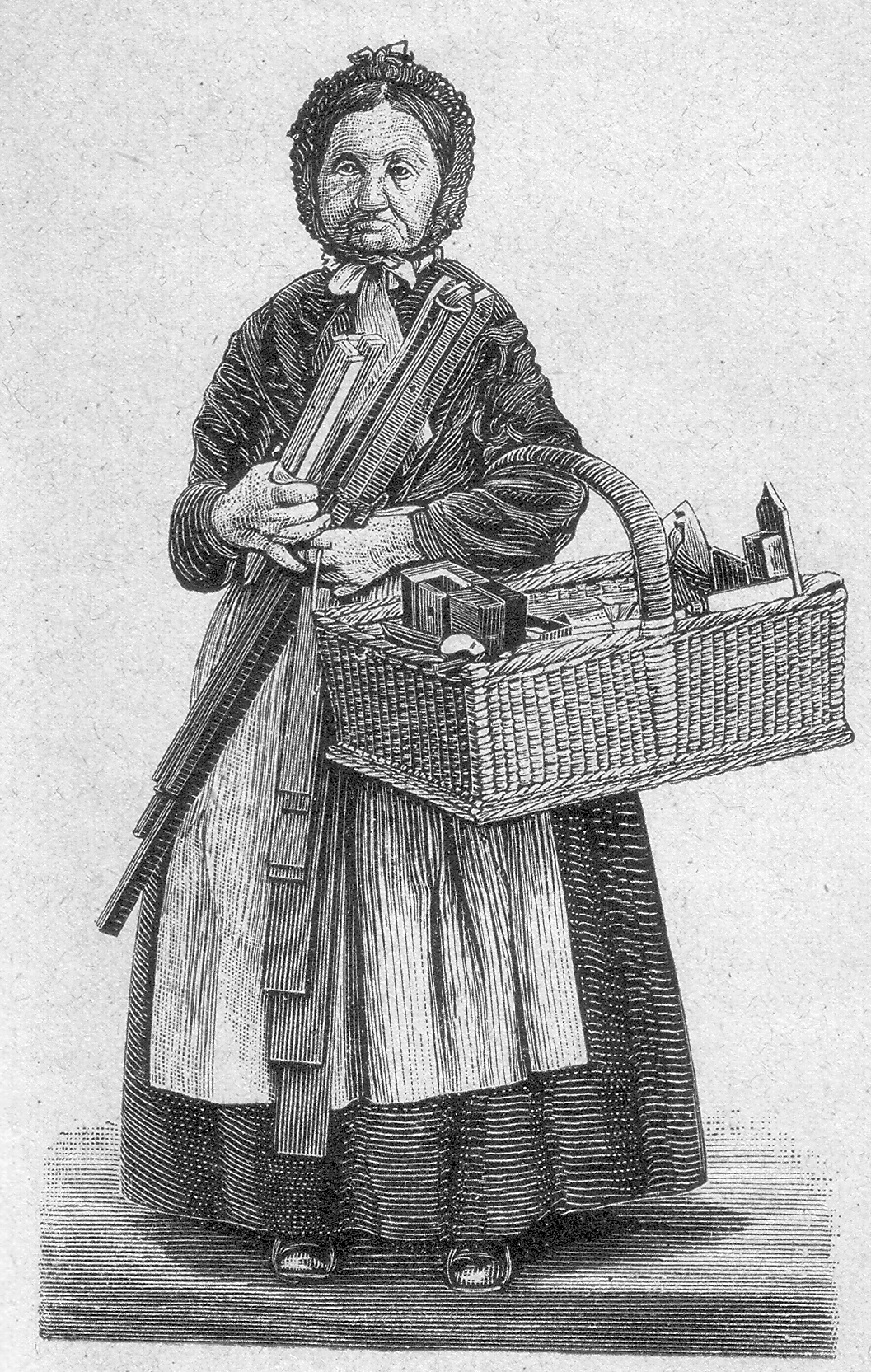
Das Ellen-Malchen

Im Schweidnitzer Keller verkehrten zahlreiche Breslauer Originale. Darunter waren:
- Bruder Alex. Dies war ein Bettelmönch aus dem Breslauer Stadtteil Oswitz, welcher in den Jahren nach 1700 täglicher Gast im Keller war. Durch originelles Auftreten erreichte er stets die Einladung zu Freibier.
- Post-Wilhelm. Bei ihm handelte es sich um einen ehemaligen Postbeamten, welcher vermögenslos geworden war. Er trank in den 1860er Jahren regelmäßig die Reste aus den Schankkrügen.
- Ellen-Malchen, welche mit bürgerlichem Namen Amalie Renner hieß. Sie ging zwischen 1824 und 1884 jeden Abend mit einem Henkelkorb von Tisch zu Tisch und verkaufte Lineale und andere Zeichenwerkzeuge, Püppchen und andere Kleinspielzeuge.
- Löffelmann, der um 1860 dort saß und geschnitzte Löffel in einem Bauchladen verkaufte.
- Fetzenpopel war eine Frau, welche Anfang des 18. Jahrhunderts in Lumpen gehüllt (= in Fetzen eingepopelt) durch Breslau zog.
- Dr. Nagel, ein Arzt, welcher – für einen Akademiker Anfang des 19. Jahrhunderts sehr ungewöhnlich – keine Dienstboten beschäftigte, sondern seine täglichen Einkäufe selbst erledigte. Dazu gehörte der allabendliche Erwerb eines Krugs Bier im Schweidnitzer Keller und dessen Heimtransport.
- Neumann, genannt die Böhmische Anleihe, weil er jeden, welcher mit ihm sprach um einen Böhmen (= Silbergroschen) anpumpte.
- Säge-Wilhelm, ein Schreiner, welcher nie ohne eine über die Schulter gehängte Gestellsäge zu sehen war und mit dieser auch den Keller aufsuchte.

## Bürger und Studenten
Im Schweidnitzer Keller hatten viele der Breslauer Studentenverbindungen ihren täglichen Stammtisch. Beliebtester Platz war dabei der schönste Raum, die Bucht. Als erste Korporation fand dort die Burschenschaft der Raczeks regelmäßig Platz. Ihr folgten 1848 die Burschenschaft Arminia, 1852 die Sängerschaft Leopoldina und 1859 die Burschenschaft Germania und die Landsmannschaft Vandalia, sowie später noch die Burschenschaft Cheruskia. Aus Platzmangel in der Bucht hatten die Turnverbindung Saxo-Silesia im Bürgerkeller und die Sängerschaft Fridericiana im Bauernkeller ihren Stammtisch, der Akademische Turnverein im Hansekeller und die beiden Reformburschenschaften Saxonia und Askania im Ratsherrenstübel. Die katholischen Verbindungen Marchia, Winfridia, Salia und Rheno-Palatia hatten seit 1906 Tische in der Tonne. Die Corps hatten keine festen Tische, waren aber ebenfalls regelmäßige Gäste im Keller. Durch die solcherart über das ganze Lokal verteilten, wenn auch in der Bucht konzentrierten, Stammtische gab es täglichen regen Kontakt zwischen Bürgern und Studenten, was Breslau von fast allen anderen Hochschulorten unterschied.

## Bekannte Gäste

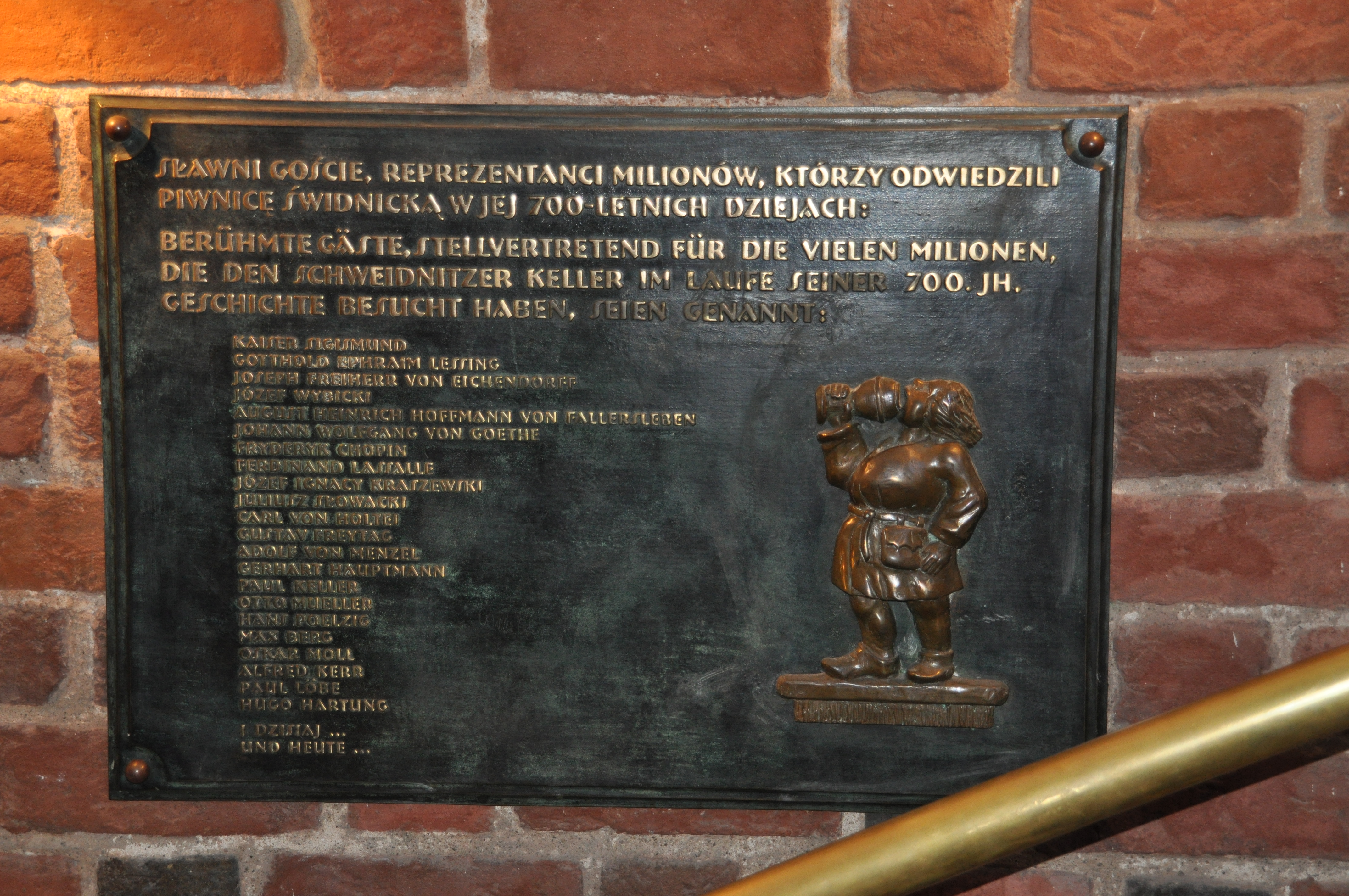
Erinnerungstafel im Eingang zum Keller

In Breslau gab es das Sprichwort: Wer nicht im Schweidnitzer Keller war, ist nicht in Breslau gewesen!; schärfer wurde auch formuliert: Wer den Fürstensaal gesehen hat, aber den Schweidnitzer Keller nicht, ist jedenfalls ein Barbar, und sei er noch so viel gereist. Das Lokal wurde deshalb regelmäßig von Reisenden besucht. Unter den Gästen waren:
- Frédéric Chopin
- Carl von Holtei
- Johann Wolfgang von Goethe
- Alfred Kerr
- Józef Ignacy Kraszewski
- Kaiser Sigismund während des Reichstags 1420[9]
- Kaiser Wilhelm I., Otto von Bismarck und Helmuth Karl Bernhard von Moltke am 15. Juni 1869[10]